# 앨리스테어 페트리
앨리스터 페트리(영어: Alistair Petrie, 영어 발음: /ˌælɪstər ˈpɛtrɪ/, 1970년 9월 30일 ~ )는 잉글랜드의 배우이다. 드라마 《오티스의 비밀 상담소》(2019-23)에서 그로프 역으로 잘 알려져 있다.

## 출연 작품
- 에이트 포 실버 (2021)
- 헬보이 (2019)
- 햄스테드 (2017)
- 언더커버 (2016)
- 로그 원: 스타워즈 스토리 (2016)
- 룸메이트 살인사건: 둘만의 방 (2014)
- 블루밍 러브 (2014)
- 벤데타: 피의복수 (2013)
- 러시 : 더 라이벌 (2013)
- 기억속에 퍼즐 (2012)
- 클라우드 아틀라스 (2012)
- 데블스 플레이그라운드 (2010)
- 그레이시! (2009)
- 뱅크 잡 (2008)
- 공작부인: 세기의 스캔들 (2008)
- 크랜포드 (2007)
- 마크 오브 케인 (2007)
- 대참사 (2006)
- 맨 투 맨 (2005)
- 포사이트가의 이야기 (2002)
- 세컨드 사이트: 파라솜니아 (2000)
- 엠마 (1997)
- 댈러웨이 부인 (1997)
- 적과 흑 (1993)

### 텔레비전
- 유토피아 (2013-14)
- 셜록 (2014)
- 나이트 매니저 (2016)
- 오티스의 비밀 상담소 (2019-23)